# Project X Haren
Project X Haren (ook wel bekend als het Facebookfeest) was een gebeurtenis op 21 september 2012 in het Groningse dorp Haren. Het begon met een uitnodiging voor een verjaardagsfeest van een meisje op sociale media, maar mondde uit in een bijeenkomst van duizenden jongeren en rellen.

## Aanleiding
Op 6 september 2012 stuurde een 16-jarig meisje een openbare uitnodiging voor haar Sweet Sixteen Party in Haren via de sociaalnetwerksite Facebook naar 78 vrienden. Ze koos bewust voor de optie 'openbaar', zodat vrienden andere vrienden konden meenemen. Het meisje hoopte zo van tevoren te weten hoeveel mensen naar haar verjaardagsfeestje kwamen. Een vriend van een vriend misbruikte de uitnodiging en nodigde 500 mensen uit. Via het sneeuwbaleffect kwamen daar in korte tijd duizenden mensen bij. Aan het einde van vrijdagmiddag 7 september waren al 16.000 aanmeldingen. Het meisje verwijderde het evenement in overleg met haar ouders. Daarna 'kaapten' anderen het feestje en werden via sociale media nieuwe evenementen geopend met namen als Project X (naam van het meisje), Project X Stationsweg en Project X Haren. Project X is een verwijzing naar de filmkomedie Project X van regisseur Nima Nourizadeh.
Het Project X Haren evenement viel onder beheer van een 21-jarige man uit Christchurch (Nieuw-Zeeland) en een onbekend persoon die zichzelf "Ibe Der Fuhrer" noemt. De 21-jarige man is volgens eigen zeggen ingegaan op een oproep van iemand uit Nederland, die vroeg of iemand buiten Nederland het evenement op Facebook wilde hosten. De vader vroeg de twee 'organisatoren' om het evenement te verwijderen, maar hier werd geen gehoor aan gegeven.
Er werd over gesproken op Twitter, er werden filmpjes geüpload naar YouTube en er werden links gepost op weblogs en fora. De nieuwe evenementen hadden na een week al 24.000 genodigden, waarvan ongeveer 2.400 aangaven te komen. De ouders van het meisje bezorgden op 14 september een brief aan de bewoners van de straat met informatie over de ontstane belangstelling. De brief verscheen al snel op Facebook en later ook op andere websites, waaronder Joop.nl.
De gemeente Haren trad op 18 september in overleg met de politie. Er werd een noodverordening opgesteld, die ingezet zou worden als het 'feest' zou escaleren. De landelijke media hadden het nieuws inmiddels opgepakt. Er waren toen 55.000 uitnodigingen verspreid, waarvan 6.000 aangaven te komen. Ondernemers maakten van de gelegenheid gebruik en kondigden afterparty's aan in de naburige stad Groningen, waar in die stad ook flyers voor werden verspreid. Project X Haren werd in vrijwel heel Nederland het gesprek van de dag; de gemeente was het middelpunt geworden van een jongerenhype.
Op 19 september 2012 waren er ongeveer 80.000 mensen uitgenodigd, waarvan 8.000 hadden aangegeven te komen. Tussen 19 en 21 september groeide het naar 250.000 genodigden, waarvan 30.000 aangaven te komen. Omdat er duidelijk een exponentiële groei van het aantal genodigden te zien was vanaf het moment dat het bericht landelijk nieuws werd, ontstonden er discussies over de rol van de traditionele media ten opzichte van die van het internet (sociale media in het bijzonder) bij de verspreiding en het uitvergroten van het nieuws. De hype nam in de sociale media zeer grote afmetingen aan. Op Twitter werden op 21 september circa 400.000 berichten over Project X Haren gepost.
Rob Bats, de toenmalige burgemeester van Haren, ging in gesprek met de familie van het jarige meisje. Uit voorzorg werd de directe omgeving rond de woning van het jarige meisje op 21 september afgezet en vertrok de familie tijdelijk naar een andere locatie. Het gemeentebestuur van Haren liet weten dat uit veiligheidsoverwegingen geen feest georganiseerd zou worden en deed een oproep om niet naar Haren te komen. Een nabijgelegen voetbalveld werd ingericht als opvang- en uitwijkmogelijkheid indien er toch veel mensen zouden komen. De politie pleegde overleg met collega's in Duitsland, waar eerder een soortgelijke massale Project X-samenkomst had plaatsgevonden.

## Verloop

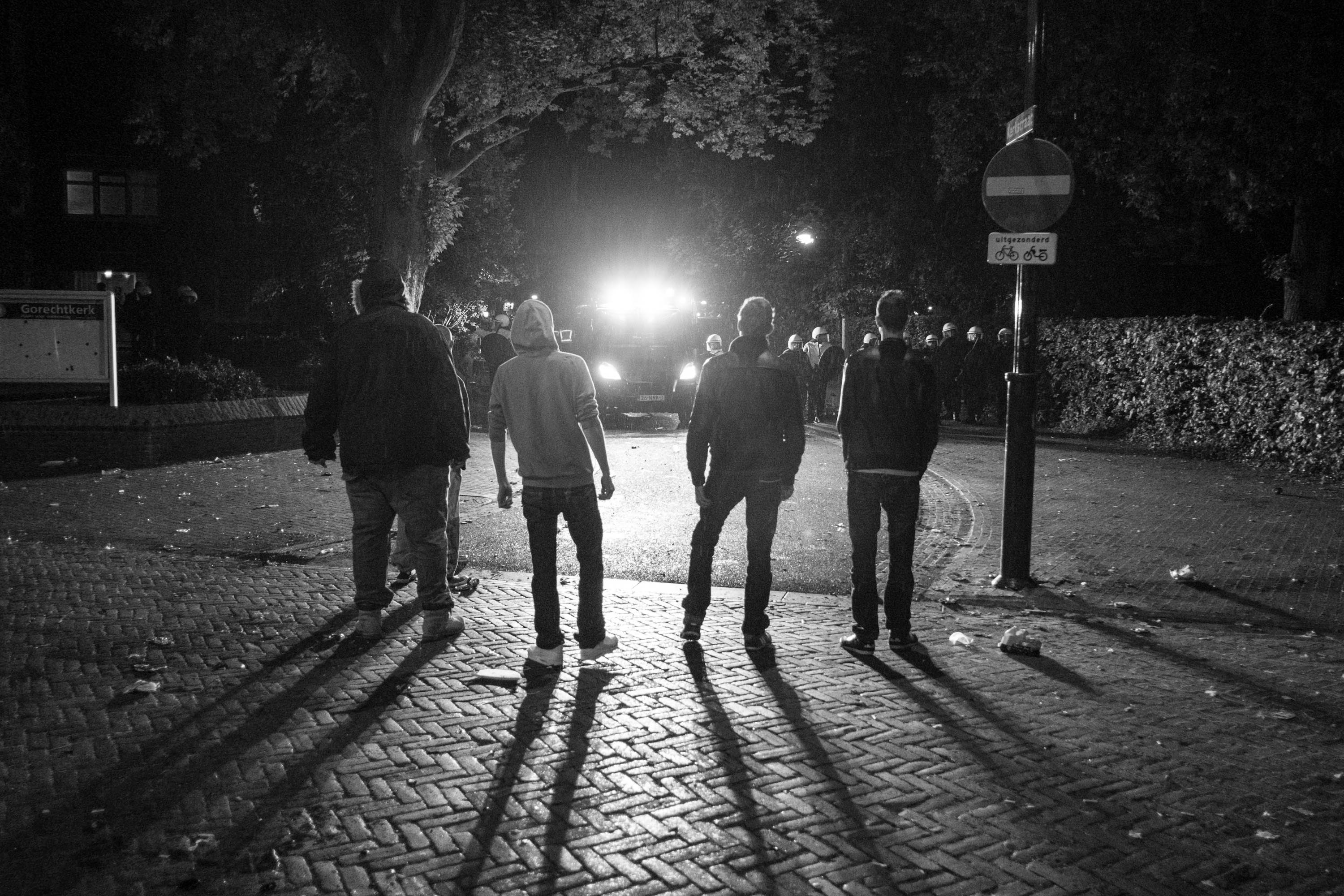
Relschoppers tegenover de ME

In de loop van de dag kwamen een paar honderd nieuwsgierigen naar Haren, maar het bezoekersaantal leek aan het begin van de avond af te nemen. Rond half acht stroomden echter duizenden bezoekers toe. De sfeer was aanvankelijk nog gemoedelijk, maar tegen negen uur sloeg dit om en ontstonden er rellen. Er bleken relschoppers uit het hele land aanwezig te zijn. Deze begonnen vernielingen aan te richten en waren volgens de politie zeer gewelddadig en goed voorbereid en zochten bewust de confrontatie.
Vanaf half tien 's avonds werd vanwege de rellen op straat de Mobiele Eenheid ingezet. In de ravage moesten onder meer auto's, fietsen, (winkel)ruiten en straatmeubilair het ontgelden en werd een supermarkt geplunderd. Om elf uur kwam er extra versterking voor de ME uit de provincies Friesland en Drenthe. Er raakten zesendertig omstanders/relschoppers gewond. Daarnaast raakten ook vijftien agenten gewond. Mensen meldden zich in het ziekenhuis voornamelijk met snij- en hoofdwonden en kneuzingen. In een enkel geval was er sprake van een botbreuk. Een bejaarde man werd in zijn woning overvallen en raakte zwaargewond. In totaal werd er 500 man politie ingezet, waarvan 250 man van de Mobiele Eenheid. De politie kreeg hulp van korpsen uit Friesland, Drenthe, Noordoost-Gelderland, Twente en Noord-Holland-Noord. Tijdens de rellen werd opgeschaald naar GRIP 3, waarbij ook een SIGMA-team en een extra traumahelikopter uit Amsterdam werden opgeroepen.
Er werden bussen ingezet van Arriva, Drenthe Tours en Qbuzz om mensen uit Haren weg te krijgen en te vervoeren naar de stad Groningen, enkele kilometers verderop. Twaalf van de tweeëntwintig ingezette bussen raakten beschadigd door toedoen van de relschoppers.
De rellen in Haren kregen, behalve in Nederland, aandacht van de media in België, Duitsland, Polen, Japan, Finland, Groot-Brittannië, Zuid-Afrika, de Verenigde Staten en de Arabische landen (Al Jazeera).
De gebeurtenis kende in Nederland geen precedent, wel daarbuiten. In Duitsland liepen soortgelijke oproepen meerdere keren uit de hand. In juni 2012 vond in Backnang een 'Facebookparty' plaats, waar 22.500 mensen op afkwamen. Een maand later werd bij de Bodensee een feest gehouden, waarbij 150 feestgangers 16.000 euro schade veroorzaakten.

## Nasleep

### Project Clean X
Na de rellen werd op Facebook een oproep gedaan om op zaterdag 22 september 2012 te helpen met het opruimen en schoonmaken.

### Aangiftes, arrestaties en schadevergoeding
- Op de avond en de nacht zelf werden 34 relschoppers gearresteerd.[31] Er werden 25 rechercheurs op de zaak gezet, later werd dat uitgebreid naar 30 man. Twee relschoppers meldden zich een dag na de rellen zelf, onder wie een tiener onder begeleiding van de ouders. Volgens het Openbaar Ministerie waren de verdachten afkomstig uit verschillende plaatsen in Nederland. De leeftijden varieerden tussen de 15 en de 40 jaar, waarvan de meesten 18 en 19 jaar oud waren. Elf relschoppers waren minderjarig.[32][33][34]
- Eén persoon werd op 22 september vrijgelaten, maar werd nog wel verdacht. 25 van de 35 relschoppers werden op 24 september in vrijheid gesteld met een dagvaarding; 6 personen die werden verdacht van ernstigste delicten werden op 25 september voorgeleid aan de rechter-commissaris, waarvan één persoon met een dagvaarding in vrijheid werd gesteld. De andere 5 bleven in hechtenis tot de rechtszaak. Alle 35 verdachten zijn in oktober 2012 middels het snelrecht berecht.[35][36][37]
- Er kwamen honderden tips binnen en er werden 50 aangiftes van vernieling gedaan.[38][39] Ook kwam er, na diverse oproepen op Twitter en in de media, heel veel beeldmateriaal van de rellen binnen bij de politie en de nationale recherche. Aan de hand van de beelden werden later nog meer aanhoudingen verricht. Tot en met 12 oktober 2012 heeft de politie in totaliteit 54 arrestaties verricht. Het betrof voornamelijk personen uit het noorden van het land en iemand uit Amstelveen.[40][41][42]
- Twee journalisten, een van RTV Noord en een van RTV Drenthe, hebben na de rellen aangifte tegen de politie gedaan. Dit omdat zij beiden klappen hebben gekregen van de ME, terwijl ze (herkenbaar) hun beroep aan het uitoefenen waren.
- Op 30 oktober 2012 liet de politie herkenbare foto's van ruim tien relschoppers zien in het televisieprogramma Opsporing Verzocht. Zeven van hen werden direct herkend. Een week eerder liet de politie al zes foto's zien, maar de verdachten daarop waren bewust onherkenbaar gemaakt om hen de gelegenheid te geven zich te melden. Als de verdachten zich niet zouden melden, dan zouden ze herkenbaar in beeld worden gebracht. Na deze waarschuwing meldden acht relschoppers zichzelf.[43]
- Op 25 juli 2013 veroordeelde de rechter in Leeuwarden in hoger beroep twaalf relschoppers tot celstraffen en werkstraffen. Er werden ook twee verdachten vrijgesproken die door de rechtbank in Groningen waren veroordeeld. De veroordeelden moeten naast de opgelegde straf ook een storting doen in een schadefonds voor gedupeerde inwoners.[44]
- In april 2014 meldde het ministerie van Veiligheid en Justitie dat 18 gedupeerde inwoners schadeloos waren gesteld met boetes die door de daders waren betaald. De slachtoffers kwamen in aanmerking voor een tegemoetkoming uit het Schadefonds Geweldsmisdrijven. Er werd in totaal 17 duizend euro aan schadevergoedingen uitgekeerd.[45]
- In augustus 2016 werd in Antwerpen een relschopper gearresteerd die bij de rellen een 'sfeerbepalende rol' had gespeeld, door onder andere het in brand steken van een auto en geweld tegen de politie, en hangende de procedure Nederland was ontvlucht. Hij wordt aan Nederland uitgeleverd.[46][47]

### Alert op herhaling
Na afloop werden er diverse andere Project X-oproepen gedaan, onder andere voor Gouda, Alkmaar, Arnhem en Amersfoort. Op 22 september werd in Schiedam een aantal jongeren, die bij een treinstation bijeen waren gekomen na een Project X-oproep, wegens opruiing aangehouden. De gemeente Arnhem sloot op 28 september de belangrijkste toegangswegen naar Arnhem af na een aankondiging van een Project X feest in de wijk Klarendal. Er gold een noodbevel, en de politie stuurde enkele personen de stad uit en hield er een aantal aan. Verder bleef het rustig. In Uden werd een 15-jarige jongen gearresteerd nadat deze een oproep had gedaan op Twitter voor een Project X-feest.
Uit voorzorg stonden er een jaar later nog ME-busjes in Haren, en het jaar daarop was er een staat van verhoogde paraatheid.

### Onderzoek
Kort na de gebeurtenissen in Haren werd een onderzoek aangekondigd. Dit onderzoek werd uitgevoerd door een commissie bestaande uit:
- Voorzitter: Job Cohen, oud-PvdA-leider en oud-burgemeester van Amsterdam;
- Gabriël van den Brink, hoogleraar Bestuurskunde aan de Universiteit Tilburg;
- Otto Adang, lector Openbare orde en Gevaarbeheersing aan de Politieacademie;
- Jan van Dijk, hoogleraar Communicatiewetenschappen en Nieuwe media aan de Universiteit Twente;
- Thomas Boeschoten, student Nieuwe media aan de Universiteit Utrecht.[53]

De evaluatie had meerdere doelen. Als eerste het verantwoorden aan de overheid met betrekking tot de gebeurtenissen. Daarnaast werd geprobeerd om meer inzicht te krijgen in dit fenomeen om escalatie in de toekomst te voorkomen. De opdrachtgever van dit onderzoek was de gemeente Haren, maar ook op nationaal niveau werd dit onderzoek nauw gevolgd in verband met (toekomstige) vergelijkbare gevallen.
Op 8 maart 2013 heeft de commissie haar bevindingen bekendgemaakt. De onderzoekscommissie kwam met drie deelrapporten, waarin onder meer het volgende werd geconcludeerd:
- Er waren voornamelijk jongeren uit het Noorden van Nederland naar Haren gekomen.
- Hooligans speelden geen rol van betekenis.
- Alcohol was de voornaamste boosdoener voor het ontstaan van de rellen.
- De autoriteiten hadden vanaf het begin geen grip op de gebeurtenissen en hadden geen heldere strategie, waardoor agenten niet precies wisten wat ze moesten doen.
- Burgemeester Rob Bats heeft te weinig gedaan met zijn bevoegdheden en heeft veel te lang gewacht met het inschakelen van (extra) hulp.

Naar aanleiding van het verschenen rapport legde Rob Bats per 1 april 2013 zijn functie als burgemeester neer.
De commissie maakte in het hoofdrapport Twee werelden nog een aparte melding over een "uitstekende reconstructie", die het Dagblad van het Noorden op 3 november 2012 had geschreven naar aanleiding van de gebeurtenissen. Verslaggevers van de krant ontvingen naar aanleiding van dit verhaal de journalistieke onderscheiding De Tegel (categorie Onderzoek) in 2012.
De totale onderzoekskosten bedroegen bijna 400.000 euro. De schade die de relschoppers hadden veroorzaakt werd geraamd op 250.000 euro.

### Documentaire
13 jaar later, op 8 juli 2025 verscheen op Netflix de documentaire Trainwreck: The Real Project X waarin alle gebeurtenissen rond Project X Haren zijn te zien.